# Pseudogaster singularis
Pseudogaster singularis är en svampart som beskrevs av Höhn. 1907. Pseudogaster singularis ingår i släktet Pseudogaster, divisionen sporsäcksvampar och riket svampar.   Inga underarter finns listade i Catalogue of Life.